# Lijst van gemeentelijke monumenten in Reusel-De Mierden
De gemeente Reusel-De Mierden heeft 9 gemeentelijke monumenten, hieronder een overzicht. 

## Reusel
De plaats Reusel kent 9 gemeentelijke monumenten:
| Object     | Bouwjaar | Architect  | Locatie         | Coördinaten                  | Nr.        | Afbeelding  |
| ---------- | -------- | ---------- | --------------- | ---------------------------- | ---------- | ----------- |
|            |          |            | Groeneweg 3-3ac | 51° 21' 37" NB, 5° 9' 40" OL | 1667/WN001 | Upload foto |
|            |          |            | Groeneweg 4     | 51° 21' 37" NB, 5° 9' 37" OL | 1667/WN002 | Upload foto |
|            |          |            | Groeneweg 5     | 51° 21' 36" NB, 5° 9' 41" OL | 1667/WN003 | Upload foto |
|            |          |            | Groeneweg 6     | 51° 21' 37" NB, 5° 9' 38" OL | 1667/WN004 | Upload foto |
|            |          |            | Groeneweg 7     | 51° 21' 36" NB, 5° 9' 41" OL | 1667/WN005 | Upload foto |
| Fraterhuis | 1959     | Jos Bedaux | Groeneweg 9     | 51° 21' 35" NB, 5° 9' 41" OL | 1667/WN006 | Upload foto |
|            |          |            | Groeneweg 10    | 51° 21' 36" NB, 5° 9' 38" OL | 1667/WN007 | Upload foto |
|            |          |            | Groeneweg 12    | 51° 21' 35" NB, 5° 9' 39" OL | 1667/WN008 | Upload foto |
|            |          |            | Groeneweg 14    | 51° 21' 34" NB, 5° 9' 39" OL | 1667/WN009 | Upload foto |

's-Hertogenbosch ·
Alphen-Chaam ·
Altena ·
Asten ·
Baarle-Nassau ·
Bergeijk ·
Bergen op Zoom ·
Bernheze ·
Best ·
Bladel ·
Boekel ·
Boxtel ·
Cranendonck ·
Deurne ·
Dongen ·
Drimmelen ·
Eersel ·
Eindhoven ·
Etten-Leur ·
Lijst van gemeentelijke monumenten in Geertruidenberg ·
Geldrop-Mierlo ·
Gemert-Bakel ·
Gilze en Rijen ·
Goirle ·
Halderberge ·
Heeze-Leende ·
Helmond ·
Heusden ·
Hilvarenbeek ·
Laarbeek ·
Land van Cuijk ·
Maashorst ·
Meierijstad ·
Moerdijk ·
Nuenen, Gerwen en Nederwetten ·
Oirschot ·
Oisterwijk ·
Oosterhout ·
Oss ·
Reusel-De Mierden ·
Roosendaal ·
Someren ·
Son en Breugel ·
Lijst van gemeentelijke monumenten in Steenbergen ·
Tilburg ·
Valkenswaard ·
Vught ·
Waalre ·
Waalwijk ·
Woensdrecht ·
Zundert